# Lexi Swallow
Pour les articles homonymes, voir Swallow.
Lexi Swallow est une actrice américaine de films pornographiques, née le 27 juin 1986 à San Diego (Californie).

## Biographie
Elle est entrée dans l'industrie des films adultes en mars 2010. Sa première scène était partagée avec Alex Gonz pour le site d'Amy Ried.

## Récompenses ou distinctions
Nominations
- 2012 :
  - AVN Award of the Best New Starlet,
  - XBIZ Award of the Acting Performance of the Year - Female, dans Bridesmaids XX Porn Parody ;
- 2013 : XBIZ Award - Best Supporting Actress dans The Avengers XX: A Porn Parody.